# Porto Novo
Porto Novo, también conocida como Hogbonou y Adjacé, es la capital y la segunda ciudad más grande de Benín, después de Cotonú. La ciudad es un puerto sobre la bahía de Porto-Novo, parte del golfo de Guinea. Porto Novo es la principal ciudad del país, tanto política como culturalmente. La ciudad es el centro de una zona agrícola que produce principalmente aceite de palma, algodón y kapok. En la década de 1990 se encontró petróleo en la costa frente a la ciudad, por lo que se ha convertido en un importante centro de exportación de este hidrocarburo.

## Geografía

### Topografía

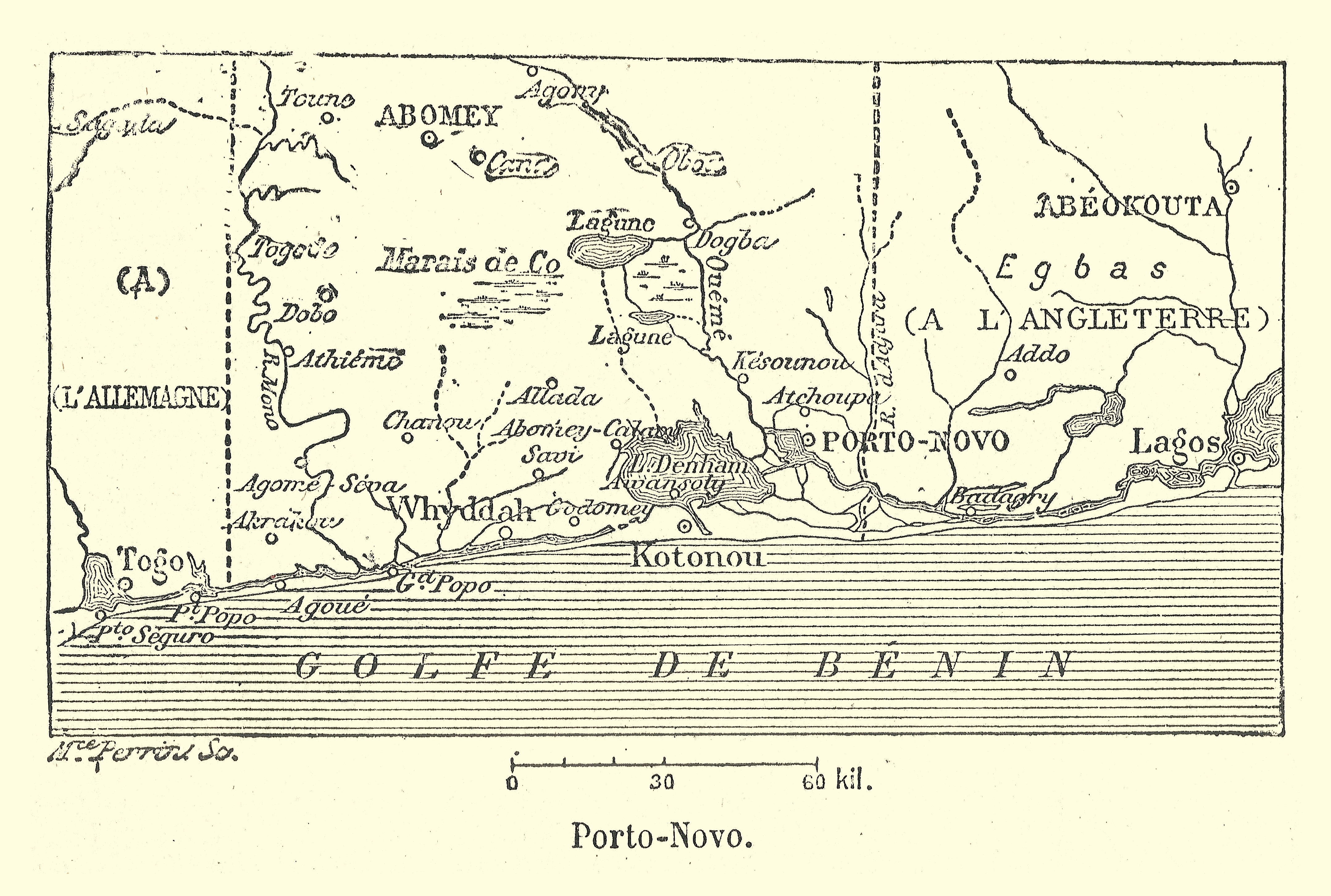
Mapa de Porto Novo de 1894 de Franz Schrader.

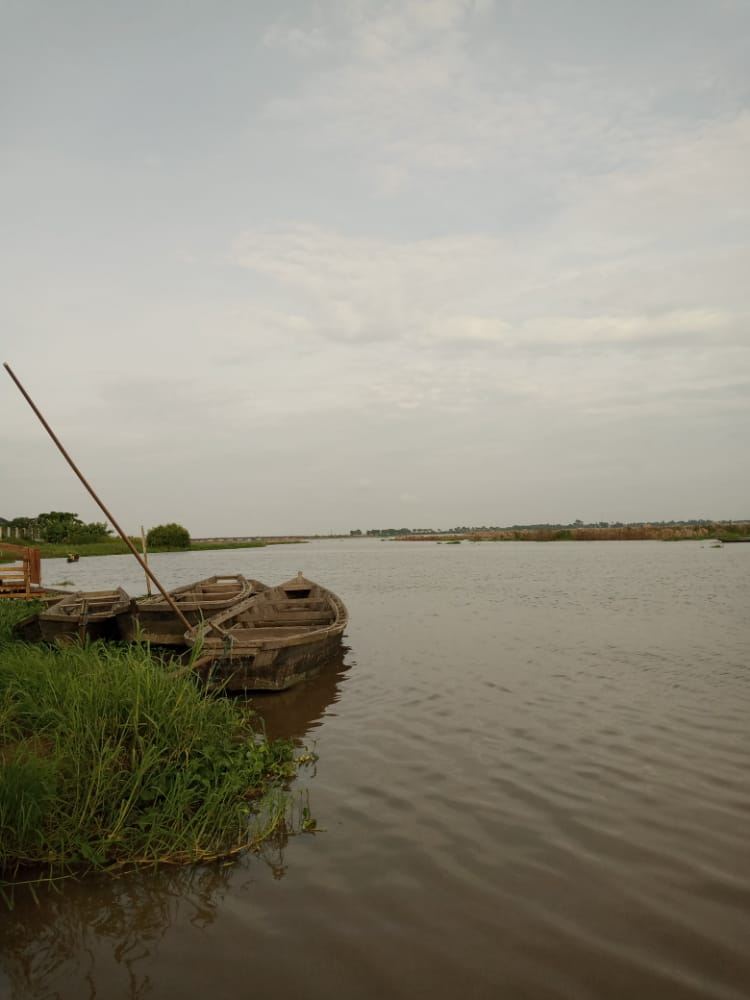
Piraguas en la laguna de Porto Novo.

Porto-Novo está situado en el sur de Benín, a 13 kilómetros del Océano Atlántico, del que está separado por una laguna, la lagua de Porto-Novo o Lac Nokoué. Su altitud es de unos 245 metros y cubre 52 km2.
Está a 30 kilómetros de Cotonú al oeste, la capital económica, y a 12 kilómetros de la frontera nigeriana al este. Los municipios limítrofes son Akpro-Missérété, Avrankou y Adjarra al norte, Sèmè-Kpodji al sur, Adjarra al este y Aguégués al oeste.

### Clima
La ciudad tiene un particular clima tropical húmedo llamado clima subecuatorial, con cuatro estaciones, dos secas (de noviembre a mediados de marzo, y de mediados de julio a mediados de septiembre) y dos húmedas (de mediados de marzo a mediados de julio, y de mediados de septiembre a mediados de noviembre). La humedad es alta (75%), las temperaturas varían entre 21,9 °C y  32,8 °C, las precipitaciones tienen una media de 1200 mm al año. El harmattan sopla de diciembre a enero un viento frío y seco.
| Parámetros climáticos promedio de Porto-Novo | Parámetros climáticos promedio de Porto-Novo | Parámetros climáticos promedio de Porto-Novo | Parámetros climáticos promedio de Porto-Novo | Parámetros climáticos promedio de Porto-Novo | Parámetros climáticos promedio de Porto-Novo | Parámetros climáticos promedio de Porto-Novo | Parámetros climáticos promedio de Porto-Novo | Parámetros climáticos promedio de Porto-Novo | Parámetros climáticos promedio de Porto-Novo | Parámetros climáticos promedio de Porto-Novo | Parámetros climáticos promedio de Porto-Novo | Parámetros climáticos promedio de Porto-Novo | Parámetros climáticos promedio de Porto-Novo |
| Mes                                          | Ene.                                         | Feb.                                         | Mar.                                         | Abr.                                         | May.                                         | Jun.                                         | Jul.                                         | Ago.                                         | Sep.                                         | Oct.                                         | Nov.                                         | Dic.                                         | Anual                                        |
| -------------------------------------------- | -------------------------------------------- | -------------------------------------------- | -------------------------------------------- | -------------------------------------------- | -------------------------------------------- | -------------------------------------------- | -------------------------------------------- | -------------------------------------------- | -------------------------------------------- | -------------------------------------------- | -------------------------------------------- | -------------------------------------------- | -------------------------------------------- |
| Temp. máx. abs. (°C)                         | 38                                           | 39                                           | 39                                           | 39                                           | 40                                           | 41                                           | 42                                           | 41                                           | 40                                           | 39                                           | 38                                           | 38                                           | 42                                           |
| Temp. máx. media (°C)                        | 32                                           | 34                                           | 34                                           | 35                                           | 35                                           | 35                                           | 33                                           | 34                                           | 35                                           | 35                                           | 33                                           | 31                                           | 33                                           |
| Temp. media (°C)                             | 27                                           | 28                                           | 28                                           | 28                                           | 27                                           | 26                                           | 25                                           | 25                                           | 25                                           | 26                                           | 27                                           | 27                                           | 26                                           |
| Temp. mín. media (°C)                        | 23                                           | 24                                           | 24                                           | 25                                           | 24                                           | 23                                           | 22                                           | 22                                           | 21                                           | 20                                           | 20                                           | 20                                           | 21                                           |
| Temp. mín. abs. (°C)                         | 18                                           | 15                                           | 16                                           | 14                                           | 15                                           | 16                                           | 17                                           | 18                                           | 16                                           | 15                                           | 16                                           | 15                                           | 14                                           |
| Lluvias (mm)                                 | 23                                           | 34                                           | 86                                           | 127                                          | 215                                          | 370                                          | 129                                          | 44                                           | 89                                           | 140                                          | 52                                           | 16                                           | 1325                                         |
| [cita requerida]                             |                                              |                                              |                                              |                                              |                                              |                                              |                                              |                                              |                                              |                                              |                                              |                                              |                                              |

|source 1= 
}}

### Geografía administrativa
El municipio de Porto-Novo está dividido en cinco distritos: Houèzoumè, Attakê, Djassin, Houinmè y Ouando. Estos distritos se subdividen en barrios.

## Historia

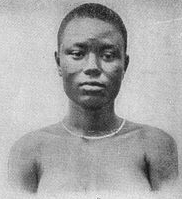
Mujer oriunda de Porto Novo.

Porto Novo fue fundada probablemente en la segunda mitad del siglo XVI por el legendario rey Te-Agdanlin de Allada. Su nombre deriva de "puerto nuevo" en portugués. Fue el portugués  Eucaristo de Campos el que llamó a la ciudad "Porto-Novo" por su parecido con la ciudad de Oporto.. La localidad desarrolló una gran actividad de comercio y de tráfico de esclavos con América.
El Reino de Ardra se acogió a la protección de Francia en 1863 para defenderse del asedio británico; sin embargo, el vecino reino de Abomey no toleró este acercamiento a Francia y se inició una guerra entre los dos estados africanos. En 1883, con la llegada de la armada francesa a Porto Novo y Cotonú, la región fue incorporada a la "colonia de Dahomey y sus dependencias", para convertirse en su capital desde 1900.
Los reyes de Porto Novo continuaron gobernando la ciudad hasta la muerte del último rey, Alohinto Gbeffa en 1976. Desde 1908, fueron conocidos como Chef supérieur (Jefe superior en francés)

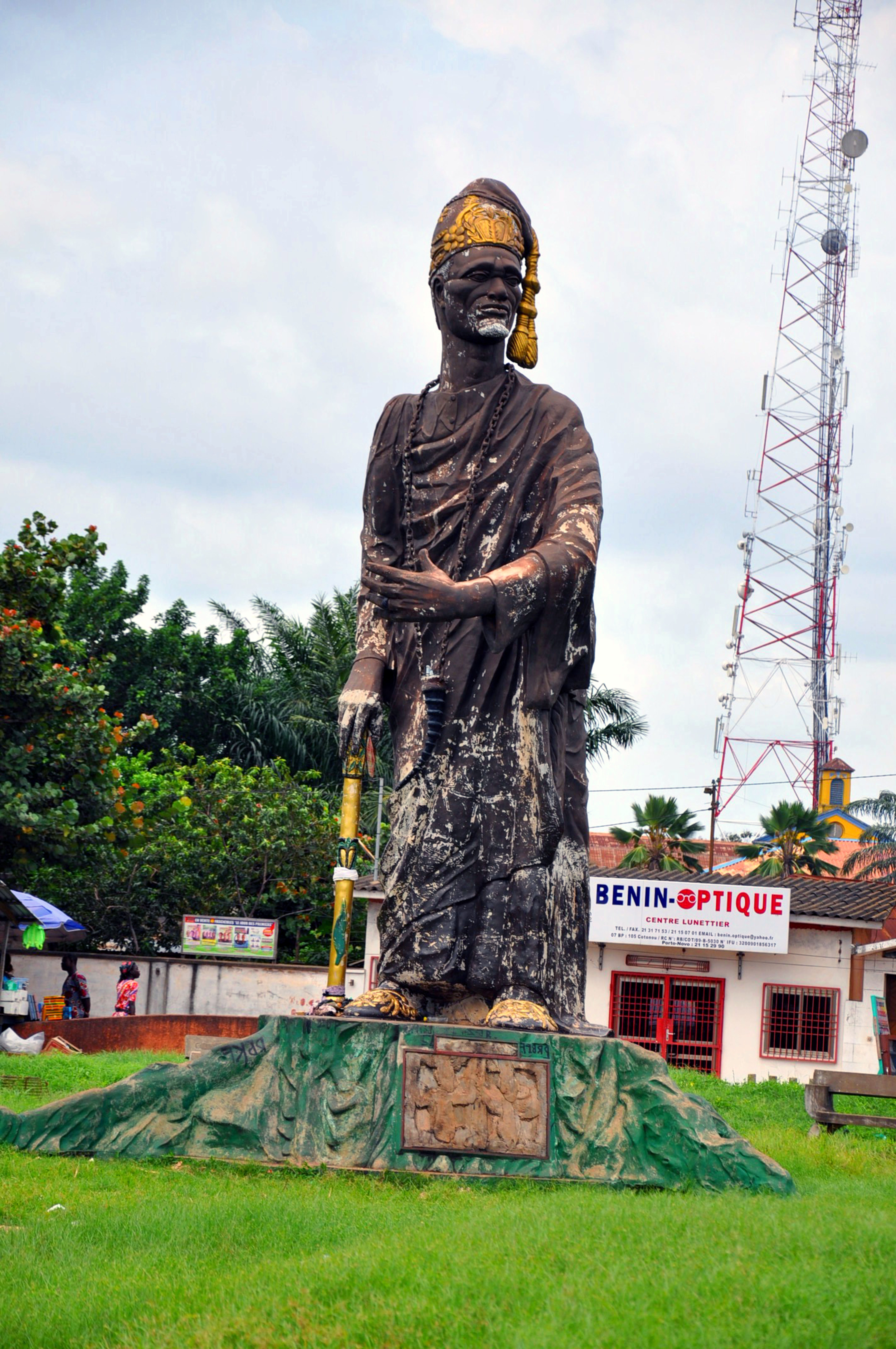
Estatua del rey Toffa I en Porto Novo

Muchos afrobrasileños se asentaron en Porto Novo en su retorno a África tras la abolición de la esclavitud en Brasil. Esto provocó que la arquitectura y gastronomía brasileñas formen una parte importante de la cultura de Porto Novo.

Imágenes de la época colonial.
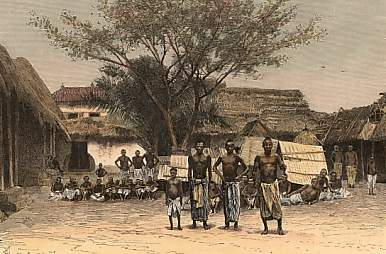
«Groupo de naturales» (Pranishnikoff, 1887).
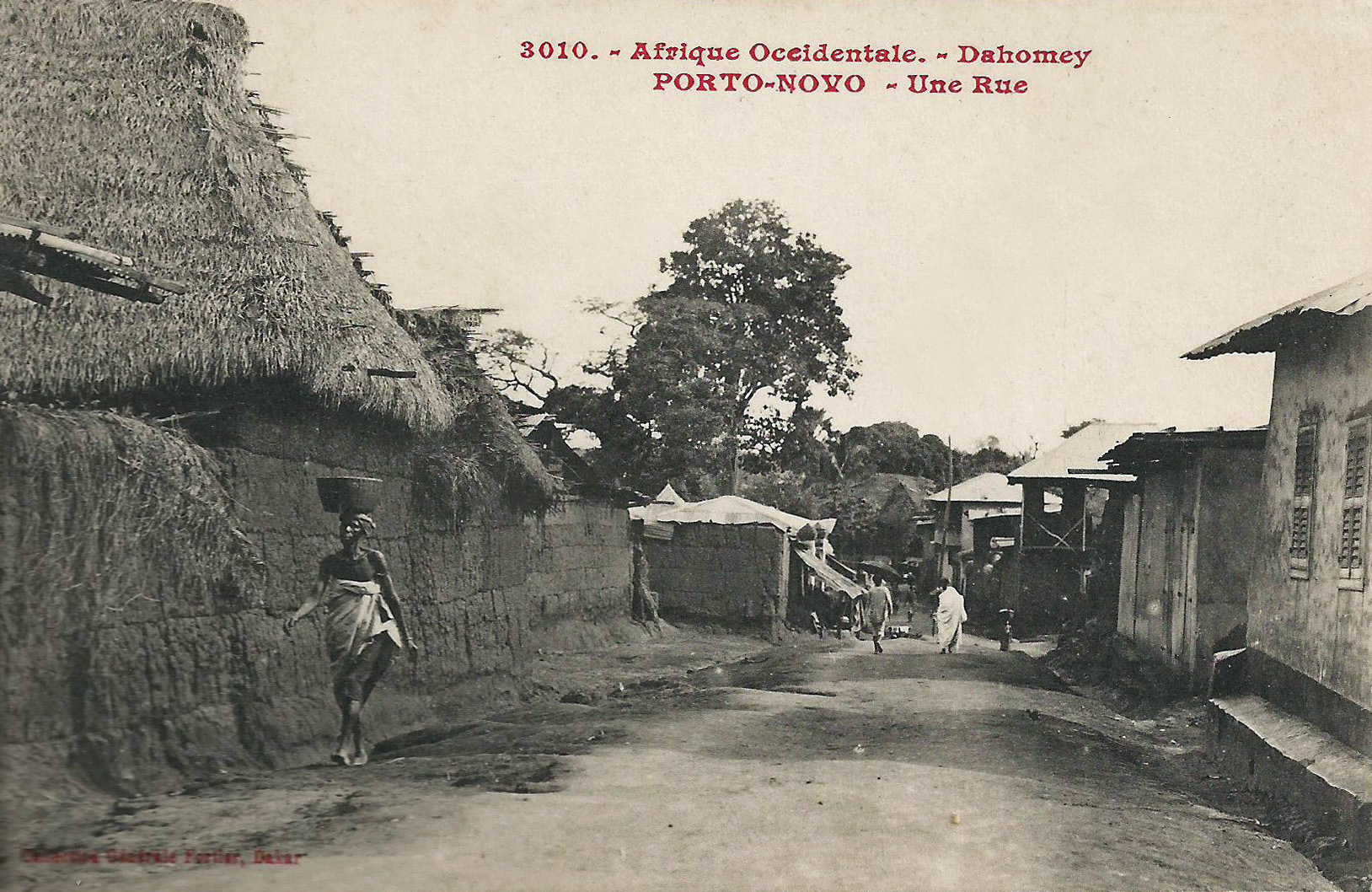
« Una calle » (François-Edmond Fortier, 1908).
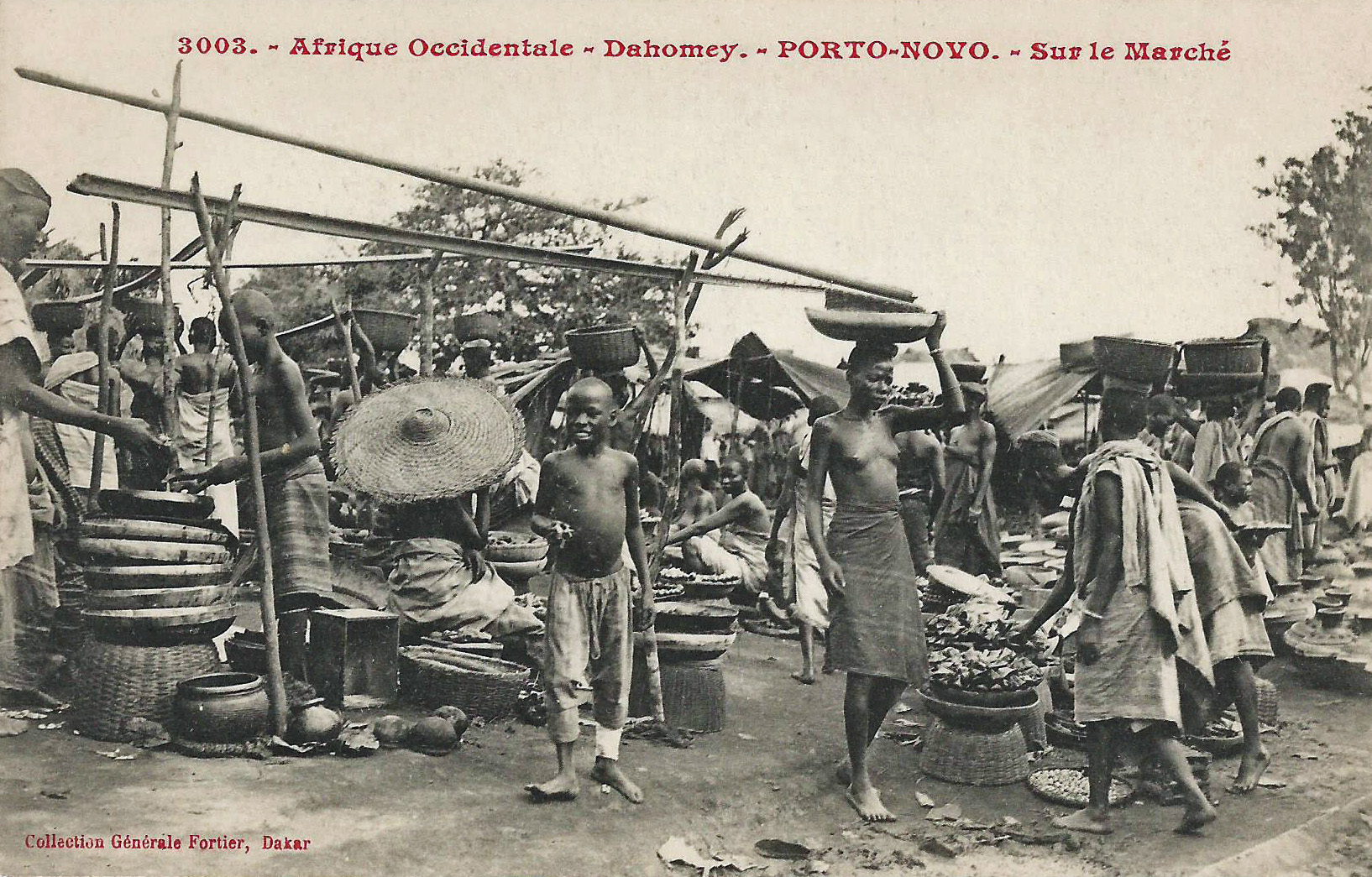
« En el mercado » (Fortier 1908).
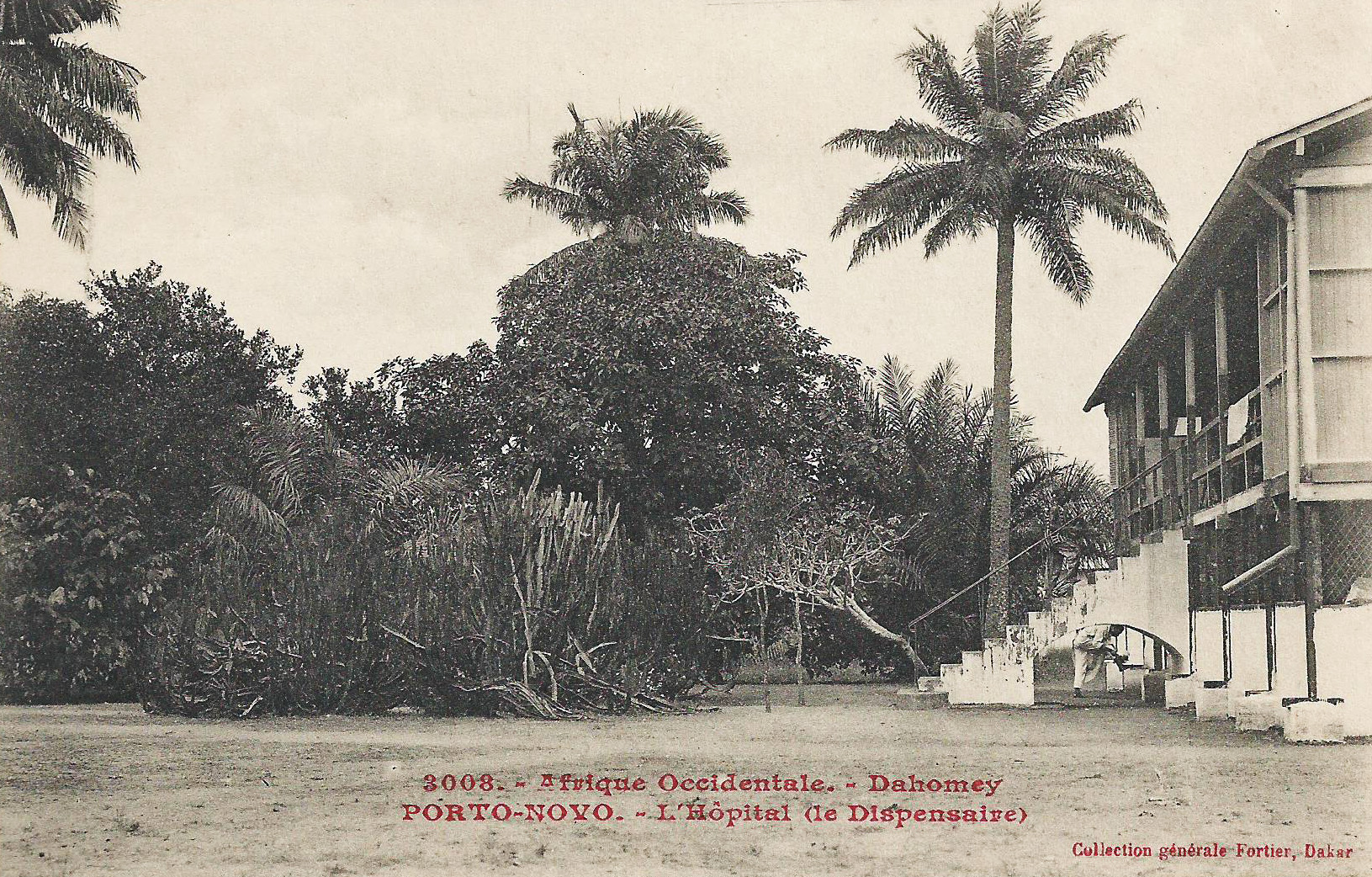
«El hospital (el dispensario)» (Fortier 1908)

## Demografía
La ciudad de Porto Novo, dentro de sus límites administrativos, tenía 223 552 habitantes en el censo de 2002. Su densidad es de 1985 hab./km2. Los menores de 19 años constituyen más de la mitad de su población. En 2010, había 314 500 habitantes.
Porto Novo, como en general Benín, se caracteriza por una gran diversidad étnica. Los Gouns representan cerca del 80% de la población, el resto se reparte entre los yoruba, Adjas, Toffinus,  Minas, Sèto, Tori, Baribas, Dendis, Yoms, Lokpas, Batammaribas y Peuls.
Para la mayoría de los Gouns de Benín y Nigeria, esta ciudad es a menudo llamada la "Ciudad Madre", la de su civilización moderna, incluso si no podemos olvidar ciertos orígenes de Allada.
Algunos de sus habitantes tienen un apellido de origen portugués, herencia de la colonización portuguesa. Esta población es difícil de estimar, porque muchos habitantes de la región, a lo largo de la historia, se han instalado en otras regiones y ciudades de Benín, así como en otras regiones del Golfo de Guinea (incluida Nigeria). Los descendientes de este grupo no son necesariamente descendientes de mestizos africanos y portugueses, sino que son en su mayoría descendientes de africanos convertidos al cristianismo por los portugueses, y son en su mayoría católicos. Porto-Novo es uno de los pocos lugares del Golfo de Guinea (aunque hay excepciones: San Pedro en Costa de Marfil o en las antiguas colonias portuguesas) de la región que han conservado sus nombres portugueses.    
Algunos grupos étnicos están más especializados en determinadas actividades económicas, los gouns en el transporte o la agricultura, los yorubas en el comercio.

## Sede del gobierno
El parlamento de Benin (Assemblée nationale) está en Porto Novo, la capital oficial, pero Cotonú es la sede del gobierno y alberga la mayoría de los ministerios del gobierno.

## Lugares de culto
Entre los lugares de culto, se encuentran principalmente iglesias y templos cristianos : Diócesis de Porto Novo (Iglesia católica), Église Protestante Méthodiste du Bénin (Consejo Metodista Mundial), Église du christianisme céleste, Union des Églises Baptistes du Bénin (Alianza Mundial Bautista), Living Faith Church Worldwide, Redeemed Christian Church of God, Asambleas de Dios. También hay mezquitas musulmanas.

## Economía y transporte
La región de Porto-Novo produce aceite de palma, algodón y Ceiba pentandra de la cual se obtiene unas fibras particulares. La ciudad también es conocida por el mercado de Ouando, uno de los mayores del país y de África Occidental.

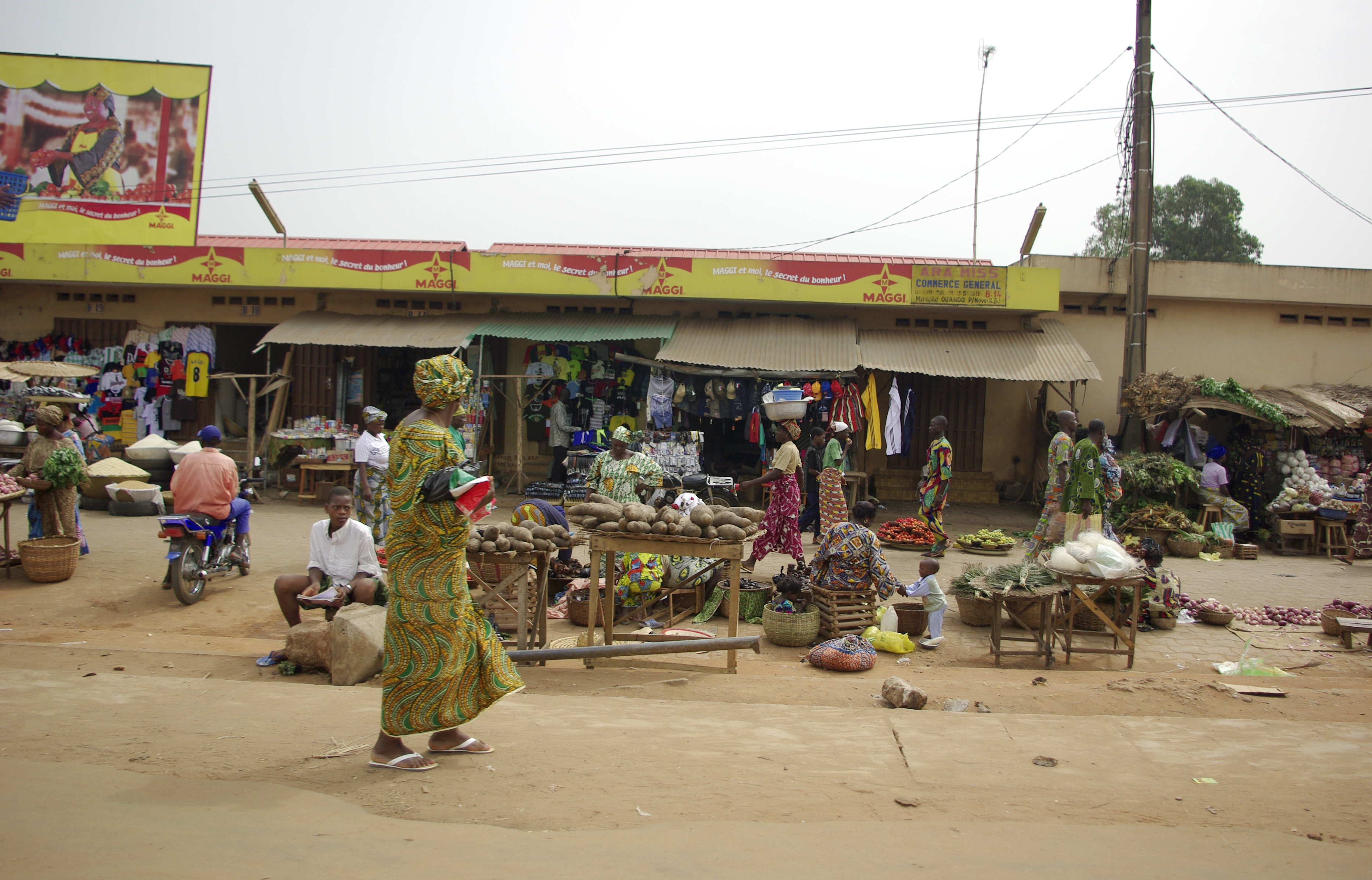
Mercado de Ouando.
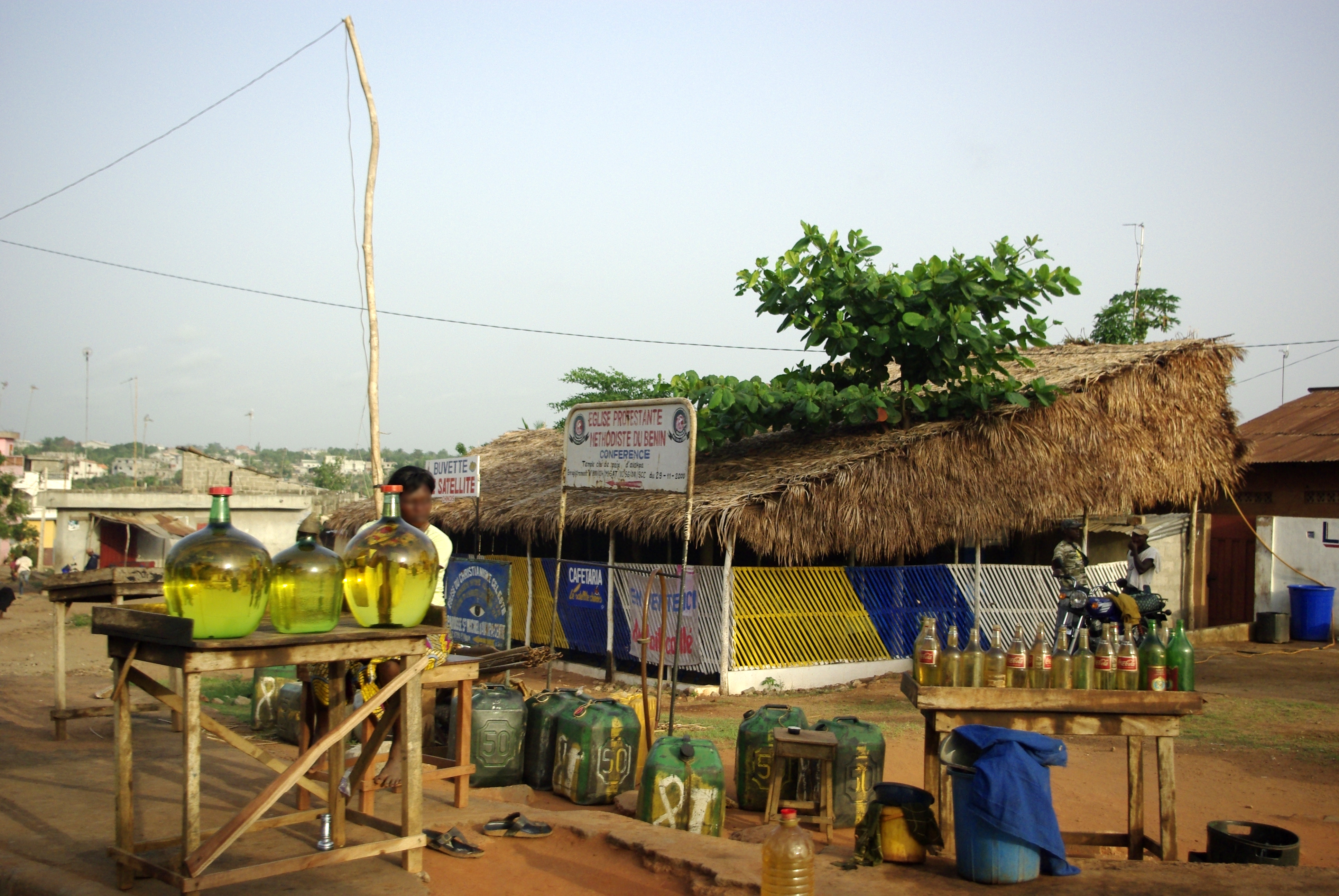
Venta de kpayo y de aceite.
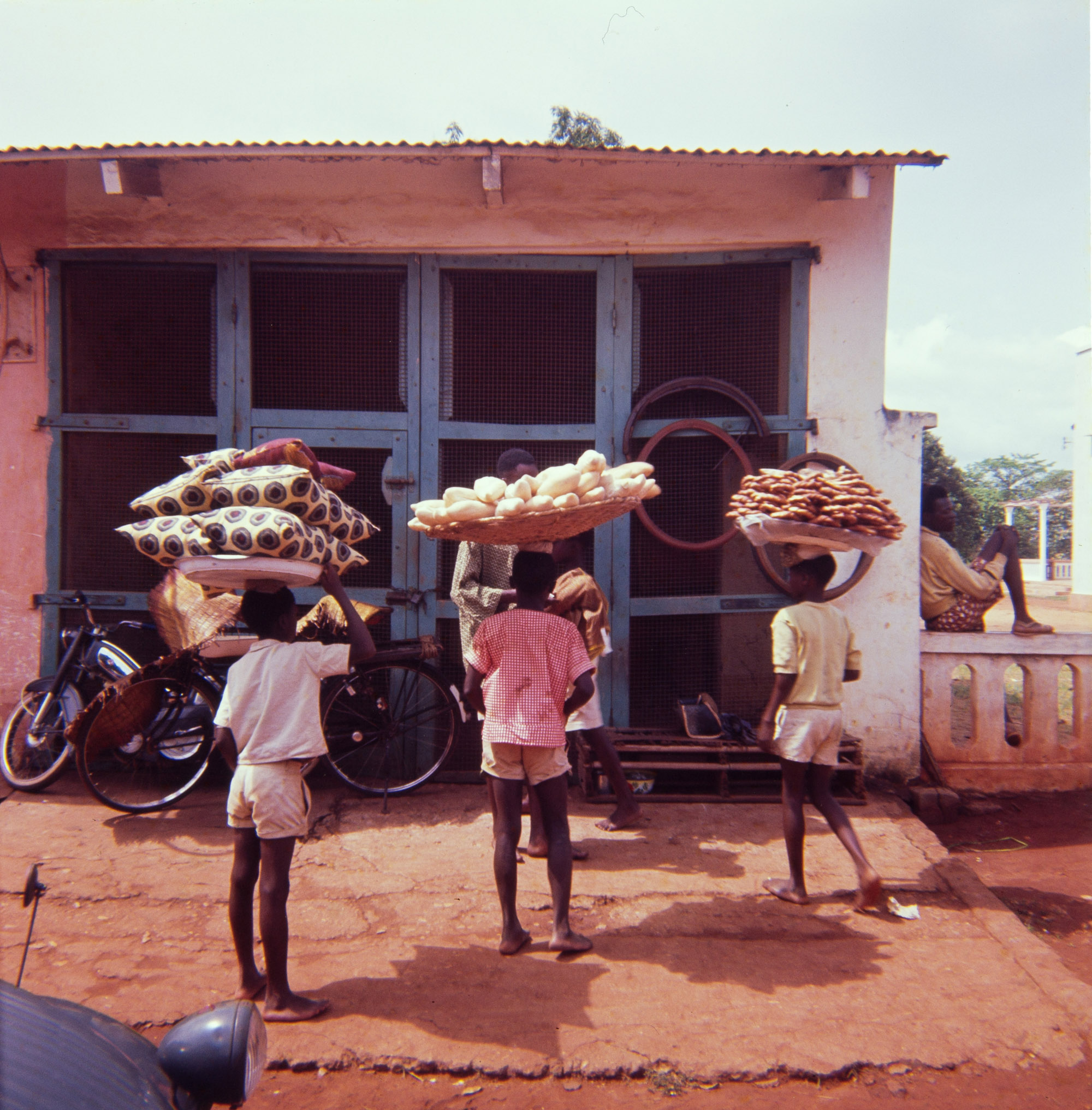
vendedores callejeros jóvenes.
- Ruta del centro de la localidad.

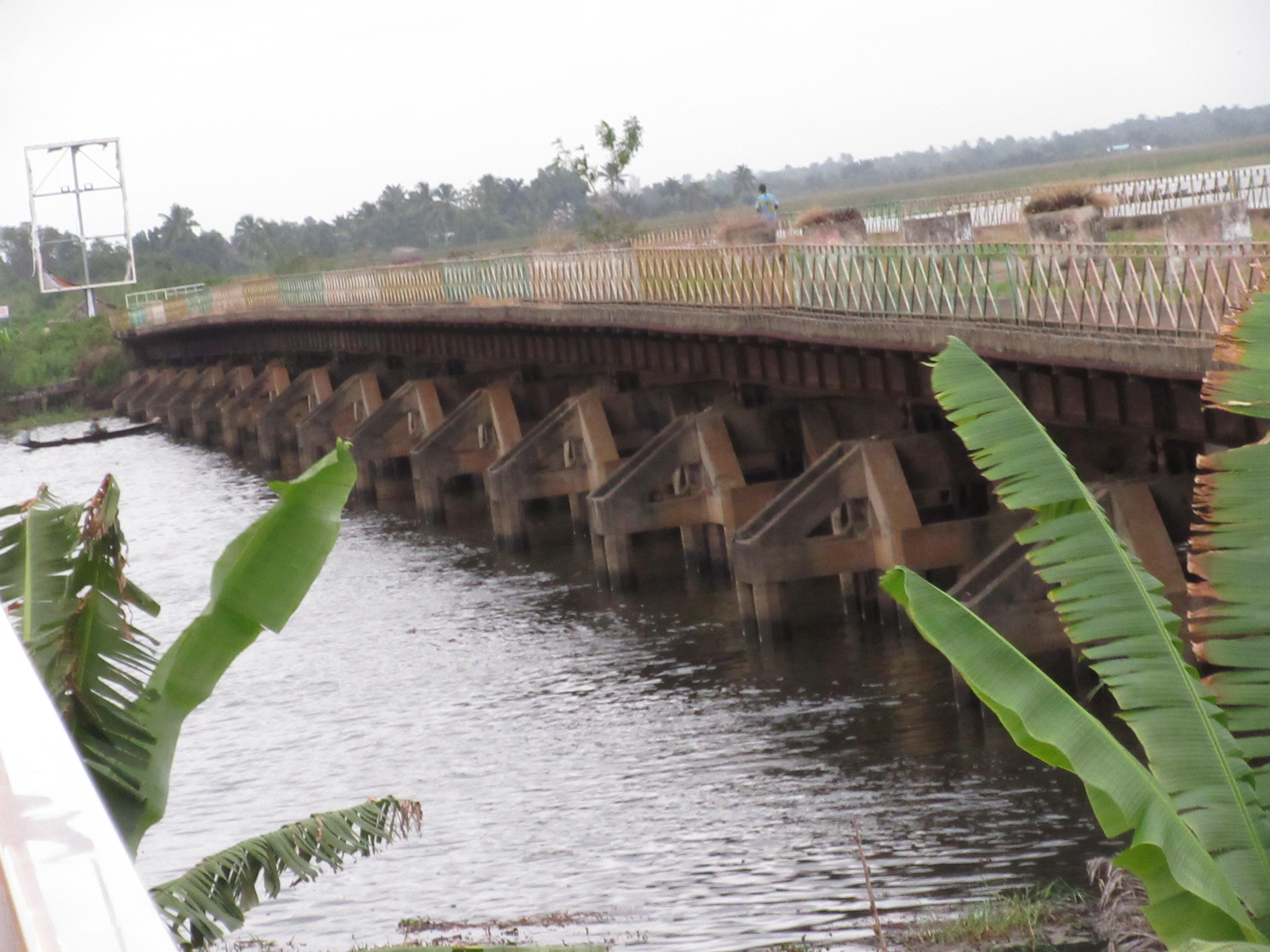
Puente antiguo que une Cotonú con Porto Novo.

## Lugares de interés
Porto-Novo cuenta con varios lugares y edificios destacables:
- El Museo de Etnografía de Porto Novo, que contiene una importante colección de máscaras Yoruba, así como objetos de la historia de la ciudad y del país.
- El palacio del rey Toffa, también conocido como el Museo Honmé y el Palacio Real (Le Musée Honmé et le Royal Palace en francés), que hoy en día es un museo que muestra la vida de la monarquía africana.
- La gran plaza de Jardin Place Jean Bayol, donde se encuentra la estatua del primer rey de Porto Novo.
- El Museo da Silva de historia de Benín, que muestra el retorno de los afrobrasileños.
- El Palacio del Gobernador (Palais du Gouverneur en francés), sede de la cámara de legisladores.
- La Gran Mezquita de Porto Novo, que anteriormente era una iglesia de estilo brasileño.
- El Instituto de Altos Estudios de Benín.
- En Porto Novo se encuentran el Stade Municipale y el Stade Charles de Gaulle, el estadio de fútbol más grande de la ciudad.
- La Biblioteca Nacional de Benín

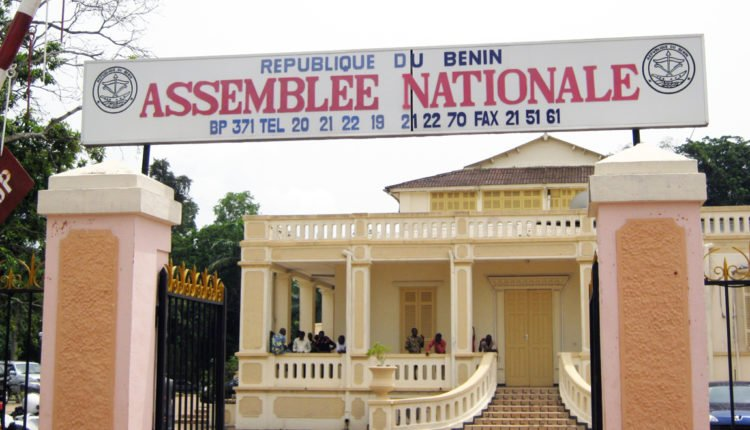
Edificios de la Asambela Nacional de Benín en 2019.

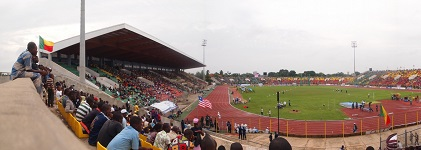
El Estadio Charles de Gaulle de Porto Novo.

Porto Novo se encuentra cerca de la ciudad Ouidah, de la ciudad de Cotonú y de la vecina Nigeria, así como del parque nacional Pendjari, un hábitat natural para muchas especies africanas.

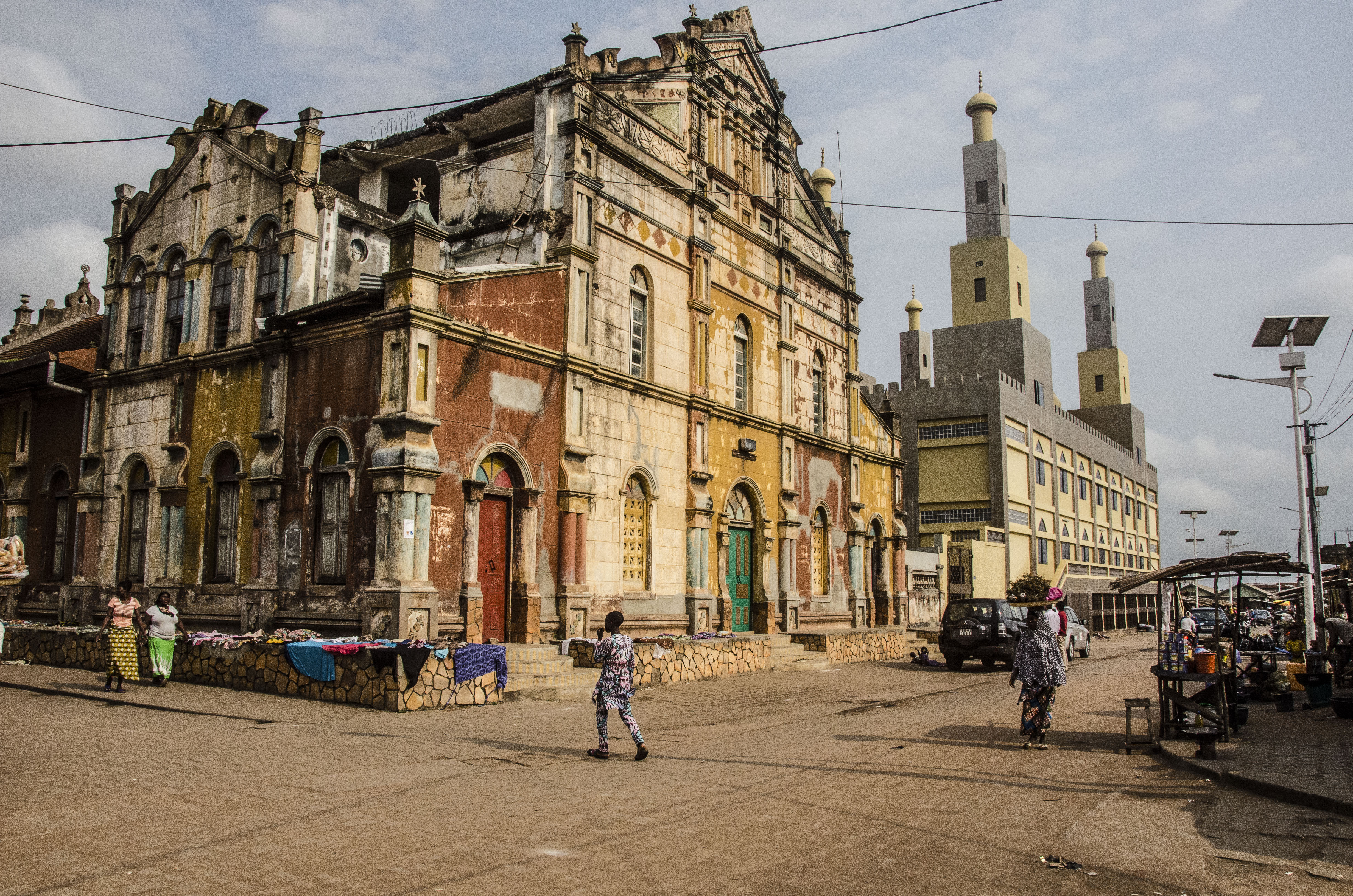
La Grande Mosquée de Porto Novo. Su arquitectura tiene parecidos en las iglesias de Salvador de Bahía.

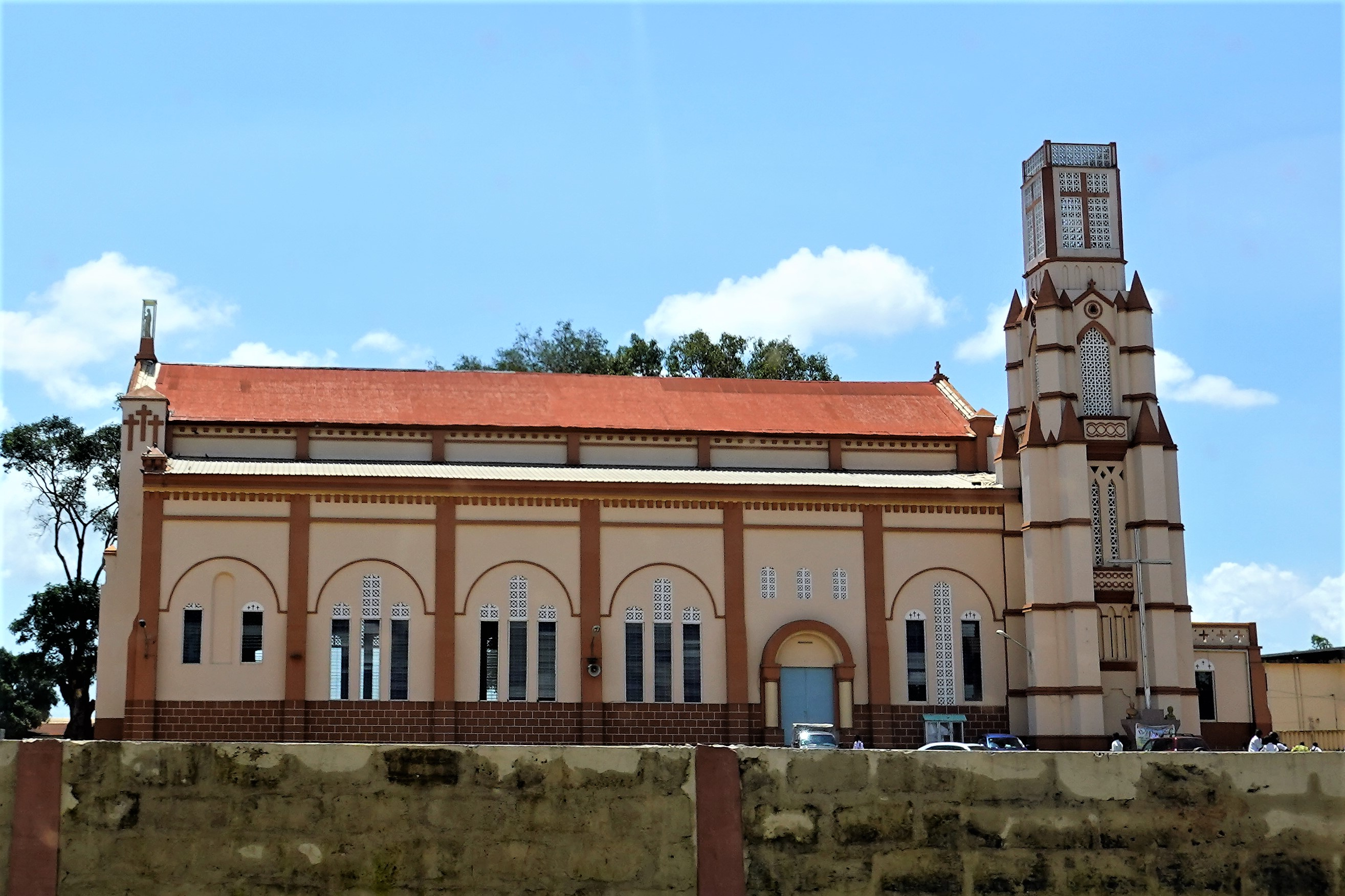
Catedral de Porto Novo.

## Adjogan
Adjogan es la música endémica de Porto Novo. Este estilo musical se toca con un alounloun, un palo con anillos metálicos muy juntos que hacen un tintineo con el redoble del palo. Se dice que el alounloun era un instrumento de la corte del rey Te-Agdanlin. Esta música se tocaba en honor del rey y sus ministros, y se toca en las iglesias católicas de la ciudad.

## Personalidades nacidas en Porto Novo
- Marc Tovalou Quenum (1887-1936), abogado, escritor y panafricanista
- Paul Hazoumé (1890-1980), etnólogo, escritor y hombre político
- Agoussi Wabi (1899-1941), compañero  de la Liberación
- Albert Idohou (1902-1941), compañero  de la Liberación
- Louis Ignacio-Pinto (1903-1983), hombre político y juez del Tribunal Internacional de Justicia de La Haya
- Samuel B. J. Oshoffa (1909-1985), fundador de la Iglesia del cristianismo celeste
- Sourou Migan Apithy (1913-1989), hombre político
- Solange Faladé (1925-2004), psicoanalista
- Paulin Soumanou Vieyra (1925-1987), cineasta
- Albert Tévoédjrè (1929-2019), mediador de la República de Benín
- Colette Sénami Agossou Houeto (1939-), poeta y ministra
- Marcelline Aboh (1940-2017), actriz
- Jérôme Carlos (1944-), historiador, escritor y periodista
- Noureini Tidjani-Serpos (1946-), escritor y alto funcionario
- Théodore Holo (1948-), jurista, universitario y hombre político
- Adelaïde Fassinou (1955-), mujer de letras
- Agnès Agboton (1960-), mujer de letras
- Moudjib Djinadou (1965-), escritor y funcionario internacional
- Patrick Lozès (1965-), hombre político
- Miss Espoir (1980-), actriz-compositora-intérprete beninesa
- Anicet Adjamossi (1984-), futbolista
- Mathieu Edjekpan (1985-), futbolista
- Bio Aï Traore (1985-), futbolista
- Safradine Traore (1986-), futbolista
- Sinatou Saka (1991-), periodista béninoisa
- Frédéric Joël Aïvo (1973-), constitucionalista, profesor universitario y hombre político.
- Romuald Hazoumè (1962-), artista.
- Janvier Dénagan (1967-2021), cantante, percusionista y compositor alemán de origine beninés.